# Mars 2001

## Événements
- Dynamitage des statues des Bouddhas de Bâmiyân en Afghanistan

- 4 mars :
  - Formule 1 : Grand Prix automobile d'Australie.
  - Attentat suicide de Netanya : 4 morts.

- 6 mars : publication dans le quotidien égyptien El Midan d'une interview accordée par l'écrivain égyptienne Nawal El Saadawi, à la suite de l'interdiction de plusieurs de ses ouvrages à la foire internationale du livre du Caire, dans laquelle elle dit que le pèlerinage à La Mecque (où 35 pèlerins sont morts dans des bousculades la veille) et embrasser la Pierre noire relevaient du paganisme.

- 8 mars : Bernard Landry succède à Lucien Bouchard à la tête du gouvernement du Québec, à la suite de la démission de ce dernier.

- 18 mars , Formule 1 : Grand Prix de Malaisie.

- 23 mars :
  - Lancement de Wikipédia en français.
  - La station orbitale Mir se désintègre dans l'atmosphère au-dessus du Pacifique Sud, non loin de l'archipel des Fidji.

- 27 mars : le Grand Mufti d'Égypte, Nasr Farid Wassel, exige que l'écrivain Nawal el Saadawi renie les propos rapportés par le journal El Midan au sujet du pèlerinage à La Mecque, ce qu'elle fera à son retour en Égypte vers la mi-mai.

- 30 mars : Sega cesse la commercialisation de la Dreamcast et se retire complètement du milieu hardware.

- 31 mars : l'ancien président de la Serbie et de la Yougoslavie Slobodan Milosevic se rend aux forces spéciales de son pays à Belgrade.

## Naissances
- 1er mars : Agon Elezi, footballeur macédonien
- 7 mars :
  - Nicolò Armini, footballeur italien
  - Frederik Jäkel, footballeur allemand
  - Tomás Tavares, footballeur portugais
- 9 mars : Jeon Somi, chanteuse sud-coréenne
- 10 mars : Stephanie Kurlow, danseuse australienne
- 11 mars : Andres Dumitrescu, footballeur roumain
- 12 mars : Polina Chouvalova, joueuse d'échecs russe
- 13 mars : Kwon Hyeok-kyu, footballeur sud-coréen
- 16 mars : Safia Salih, taekwondoïste marocaine
- 17 mars : 
  - Niklas Hedl, footballeur autrichien
  - Nicolás Marichal, footballeur uruguayen
  - Pietro Pellegri, footballeur italien
- 18 mars : David Nemeth, footballeur autrichien
- 19 mars : Ernest Muçi, footballeur albanais.
- 20 mars : 
  - Urko González, footballeur espagnol
  - Yahya Kalley, footballeur suédois
- 22 mars : Pablo Solari, footballeur argentin
- 23 mars : Juanmi Latasa, footballeur espagnol
- 24 mars : Lucas Pires, footballeur brésilien
- 25 mars : Francis Momoh, footballeur nigérian
- 26 mars : Felix Strauß, footballeur autrichien
- 28 mars : 
  - Kang Hyun-muk, footballeur sud-coréen
  - Jonathan Villagra, footballeur chilien
  - Wang Xiyu, joueuse de tennis chinoise
- 30 mars : Sandra Escacena, actrice espagnole

## Décès
- 2 mars :
  - François Abadie, ancien ministre français (° 19 juin 1930).
  - Louis Faurer, 84 ans, photographe américain (° 28 août 1916).
- 3 mars : Roger Buchonnet, coureur cycliste français (° 30 mai 1926).
- 4 mars : Jean Bazaine, peintre français (° 21 décembre 1904).
- 5 mars : Frans De Mulder, coureur cycliste belge (° 14 décembre 1937).
- 12 mars : Robert Ludlum, écrivain américain  (° 25 mai 1927).
- 15 mars : Ann Sothern, actrice (° 22 janvier 1909).
- 16 mars : Bob Wollek, pilote automobile français (° 4 novembre 1943).
- 21 mars : Maurice Arreckx, homme politique français (° 13 décembre 1917).
- 22 mars : William Hanna, producteur de nombreux dessins animés  (° 24 mars 1911).
- 24 mars : Kazuyoshi Oimatsu, patineur artistique japonais (° 30 octobre 1911).
- 29 mars : John Lewis, pianiste de jazz américain (° 3 mai 1920).